# SM U-84 (1916)
SM U-84 – niemiecki okręt podwodny typu U-81 zbudowany w Friedrich Krupp Germaniawerft w Kilonii w latach 1915-1916. Wodowany 22 lipca 1916 roku, wszedł do służby w Cesarskiej Marynarce Wojennej 7 października 1916 roku. 18 października 1916 roku został przydzielony do IV Flotylli pod dowództwem kapitana Waltera Roehra. U-84 w czasie ośmiu patroli zatopił 28 statków nieprzyjaciela o łącznej wyporności 83 127 BRT, siedem statków uszkodził, o łącznej wyporności 42 149 BRT oraz dwa zajął jako pryz. 
W czasie pierwszego patrolu u wybrzeży Danii U-84 zatrzymał i zajął dwa statki. 14 grudnia 1916 roku przejął norweski parowiec „Aamot” o wyporności 1362 BRT, a 18 grudnia szwedzki statek parowy „Malcolm” o wyporności 2 100 BRT.
1 lipca 1917 roku w czasie patrolu u wybrzeży Francji 6 mil na zachód od Les Sables-d’Olonne U-84 zaatakował duży francuski transatlantyk „Demerara” (11484 BRT). Statek płynął z Amsterdamu do Buenos Aires. Tego samego dnia U-84 zatopił w ataku torpedowym hiszpański parowiec „Bachi” (2 184 BRT) wracający z Montrealu do Bilbao.
Ostatnim zatopionym przez U-84 statkiem, 12 stycznia 1918 roku, był francuski parowiec „Chateau Laffite”, który płynął z Bordeaux do Dunkierki. Statek został zatopiony około półtorej mili na południowy zachód od Penmarch w Bretanii.
Okręt zatonął wraz z całą załogą nieopodal Penmarch około 15 stycznia 1918 roku, z nieznanych przyczyn.